# Nontuelá
Nontuelá es un pueblo ubicado en la parte noroeste de la comuna de Futrono, en el sur de Chile. La localidad se encuentra a unos 10 km al noroeste del lago Ranco y solo a unos 3 km al oeste de las estribaciones andinas. 
Antiguamente pertenecía a la hacienda de Hutii, ubicada en la subdelegación de Daglipulli, en el departamento de Valdivia, provincia de Valdivia.